# Garabi-Roncador

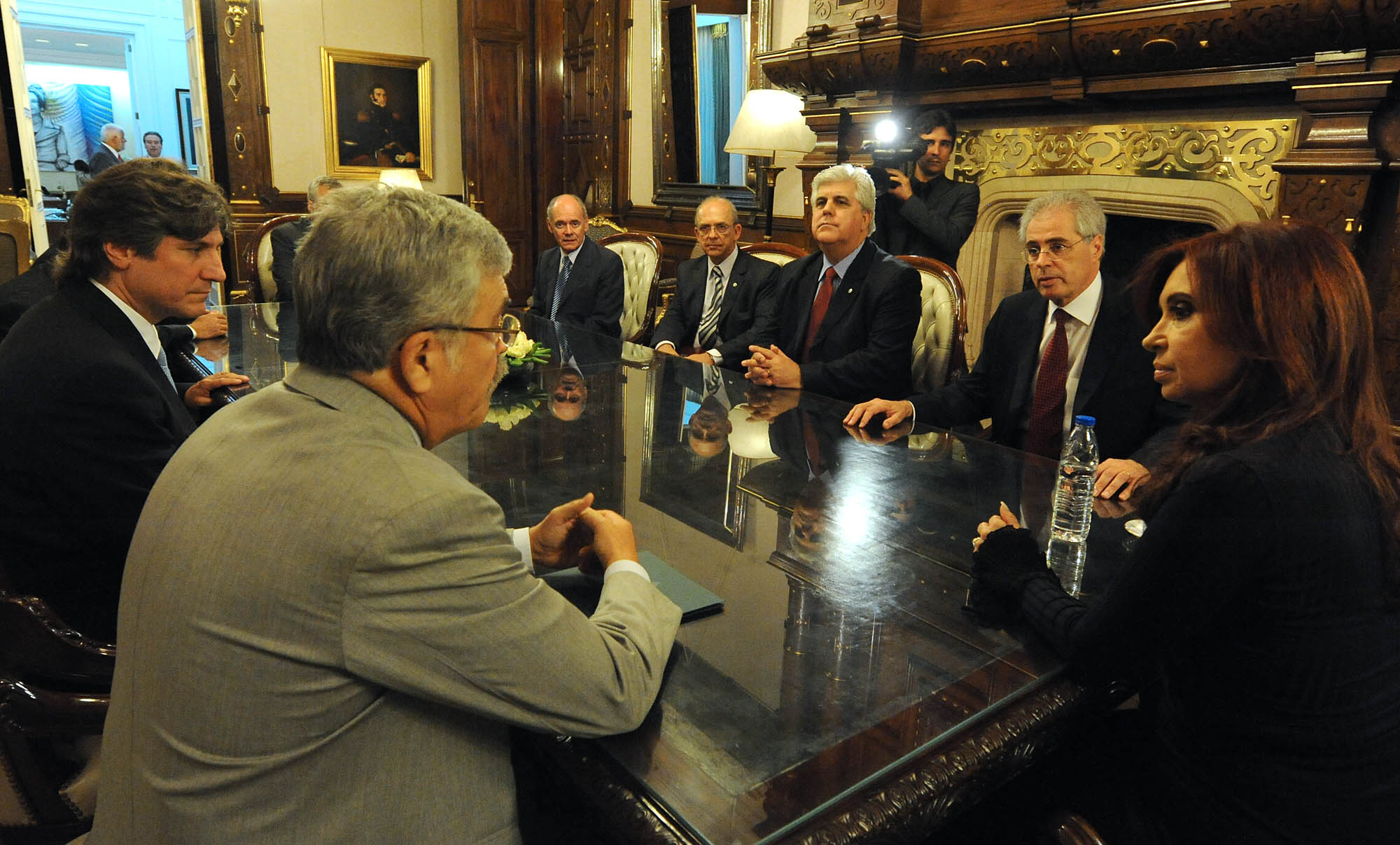
Foto von den Verhandlungen. Mit Argentiniens Präsidentin Cristina Fernández de Kirchner auf der rechten Seite

Die Garabi-Roncador-Talsperre ist eine in Planung befindliche Talsperre mit einem Wasserkraftwerk am Río Uruguay an der Grenze zwischen Argentinien, Provinz Corrientes, und Brasilien, Bundesstaat Rio Grande do Sul.
Die Planung läuft seit 1972, das erste Abkommen wurde 1981 unterzeichnet, und 2009 wurde das Projekt noch einmal geändert. Die Planungen wurden bislang nicht abgeschlossen (Stand: 5. Oktober 2018).
Die Stauanlage ist mit einer installierten Wasserkraftleistung von 2600 MW (8,5 TWh Jahresenergieproduktion) geplant, davon 1800 MW (4,7 TWh) jährlich im Garabí-Wasserkraftwerk und 800 MW (3,8 TWh) im Santa-Maria-Wasserkraftwerk.
Der Staudamm steht in der Provinz Corrientes, aber das eigentliche Reservoir liegt im Wesentlichen im Norden in der argentinischen Provinz Misiones und in Brasilien, weswegen die Behörden in beiden Ländern auch an den Verhandlungen beteiligt sind.
Das Reservoir wird eine Wasserfläche von 81.000 Hektar (810 km²) haben.